# Jesuitenhof (Dirmstein)
Der Jesuitenhof in der rheinland-pfälzischen Ortsgemeinde Dirmstein ist ein früheres Kloster der Jesuiten, in dem heute ein Weingut gleichen Namens betrieben wird. Das Gebäudeensemble, zu dem noch ein Gartenpavillon auf dem benachbarten Weinbergsgelände gehört, steht unter Denkmalschutz.

## Geographische Lage
Der Jesuitenhof, Straßenanschrift Obertor 4, steht auf einer Höhe von 103 m ü. NHN im Norden des Ortszentrums mit der Westfront zur Straße hin, die in Richtung Ortsausgang führt und an dieser Stelle eine Kurve nach Westen beschreibt. Nach Norden und Osten grenzen Weinberge an, die zu der kleinen örtlichen Einzellage Jesuitenhofgarten gehören. Nordwestlich erstreckt sich das Quadtsche Schloss, in dem ein weiterer Gutshof betrieben wird, mit dem sich der Jesuitenhof den Wirtschaftshof zwischen beiden Anwesen und einige Wirtschaftsgebäude teilt. Südlich schließt sich der ehemalige Gasthof Drei Könige an, den Barockbaumeister Balthasar Nick als sein Wohnhaus errichtete und der heute eine Wohnanlage ist.

## Anlage

### Gutshof

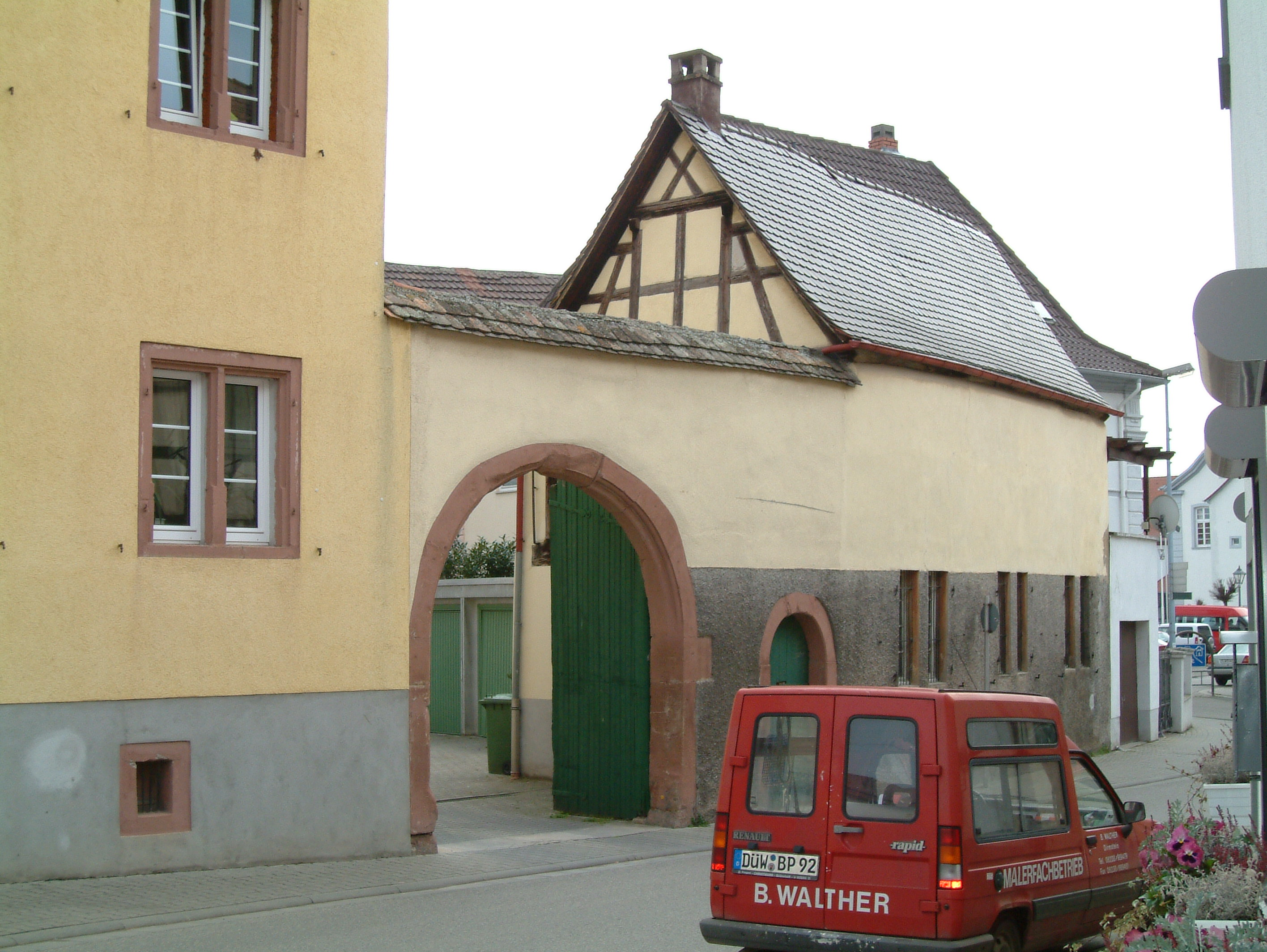
Nebengebäude mit zweiter Toranlage

Die gelb verputzte Hofanlage mit rotbraun gestrichenen Sandsteingewänden besteht aus einem stattlichen Wohnbau mit Treppenturm im nördlichen sowie Neben- und Wirtschaftsgebäuden im südlichen Bereich des Areals. Der zweigeschossige Rechteckbau des giebelständigen Haupthauses besitzt ein Walmdach mit Gauben, unter dem Gebäude liegt ein Keller mit Tonnengewölbe.
Zur Straße hin sind alle Gebäude durch eine etwa drei Meter hohe Steinmauer verbunden. Der ursprüngliche Hauptzugang zum Hof bestand aus einem großen Tor und einer kleinen Pforte mit gedrückten Spitzbögen; er ist komplett vermauert, die alten Steingewände treten allerdings als rotbraune Sandsteinreliefs aus dem Mauerputz hervor.
Eine zweite Toranlage rechts vom Haupthaus führt auf einen gepflasterten Innenhof zwischen den Nebengebäuden, die heute zu Wohnzwecken genutzt werden.

### Gartenpavillon

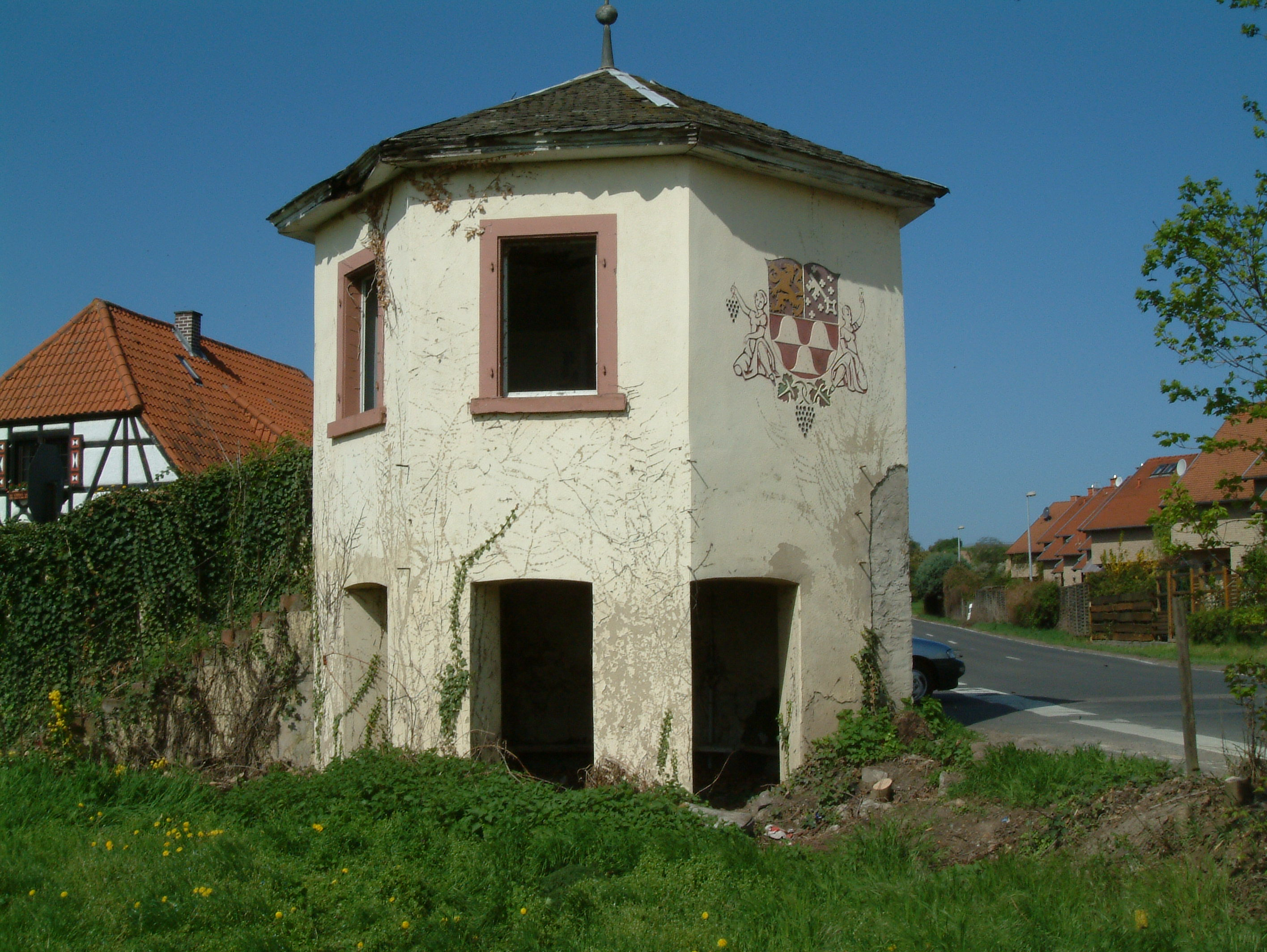
Pavillon im Jesuitenhofgarten 2006, kurz vor Beginn der Sanierung (Aufnahme aus Südosten)

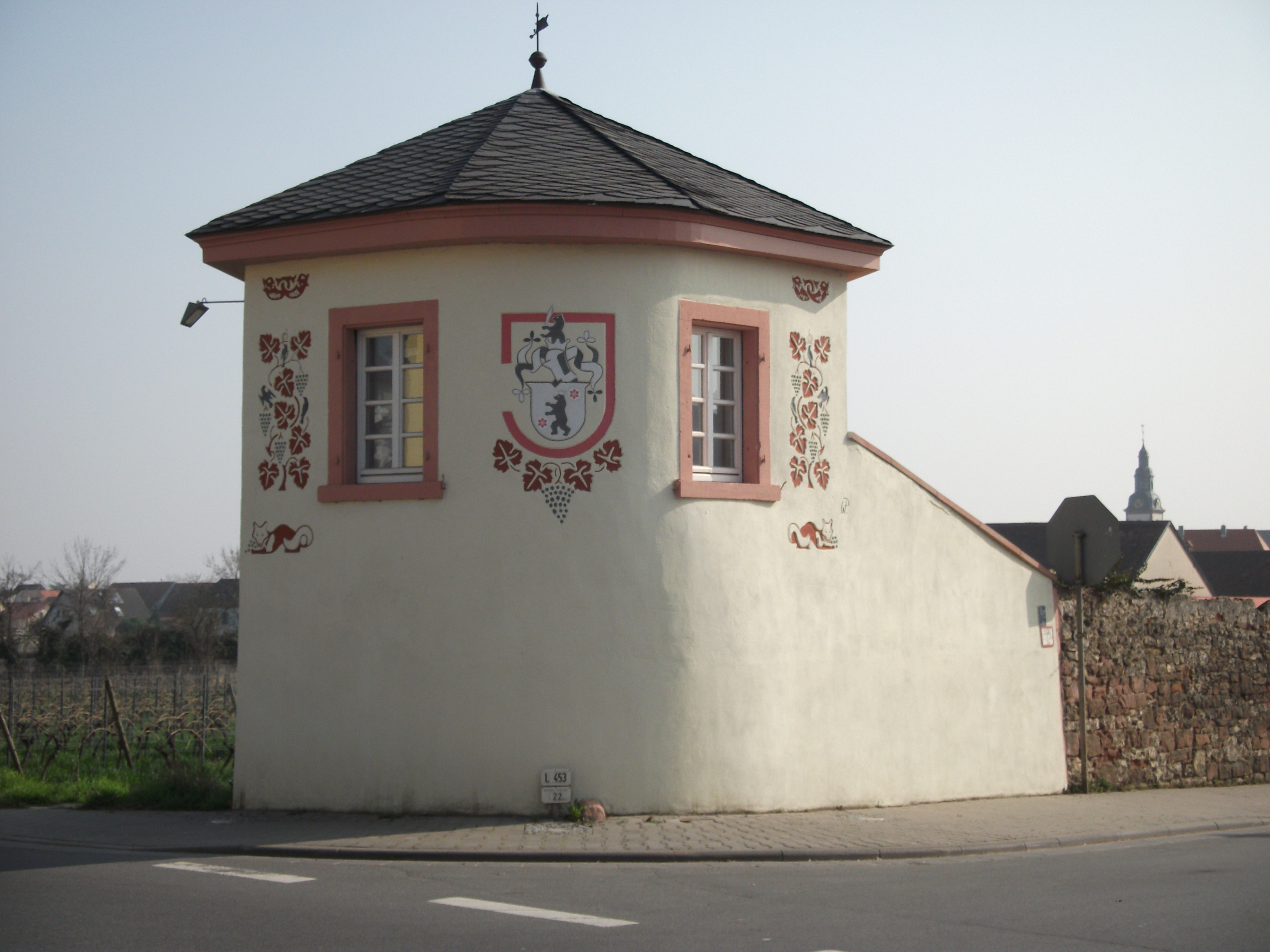
Pavillon 2014, nach Abschluss der Außensanierung (Aufnahme aus Nordwesten)

Zum Jesuitenhof gehört ein knapp 300 m nordwestlich auf 109 m ü. NHN (⊙) in der Weinlage Jesuitenhofgarten stehender zweigeschossiger Gartenpavillon, der aus der Zeit des Klassizismus stammt und ebenfalls denkmalgeschützt ist. Zum Dorf hin, nach Südosten, bildet der Grundriss ein halbes Sechseck, dorfauswärts, nach Nordwesten, einen Halbkreis. Dieser stößt nach Süden zu an die Mauer des Jesuitenhofgartens, an die auf der Innenseite die Eingangstreppe zum Obergeschoss angebaut ist. Das Dach besteht aus sechs dreieckigen Segmenten, die auf die Spitze in der Mitte zulaufen.
Der Maler und Bildhauer Walter Perron aus Frankenthal, der von 1942 bis 1952 in Dirmstein lebte, versah den Pavillon um 1950 mit Sgraffiti.
Im Laufe der Jahre wurde das kleine Bauwerk hinsichtlich Bausubstanz und Verputz sanierungsbedürftig. Die Restaurierungsarbeiten wurden angeregt durch den Gründungsvorsitzenden des Kulturvereins St. Michael, Jürgen Bich (1947–2009). Sie begannen Ende des Jahres 2006 und wurden teilweise durch die Gemeinde, die 2006 Eigentümerin geworden war, vor allem aber durch Mitglieder örtlicher Vereine (Umweltschutzverein Alte Sandkaut sowie Kulturverein) durchgeführt; 2013 waren die Außenarbeiten beendet, vier Jahre nach dem Tod des Initiators. Die nächsten zweieinhalb Jahre nahm die Renovierung der Innenräume in Anspruch; nachdem sie abgeschlossen war, wurde das Gebäude am 22. Mai 2016 eingeweiht.

## Geschichte

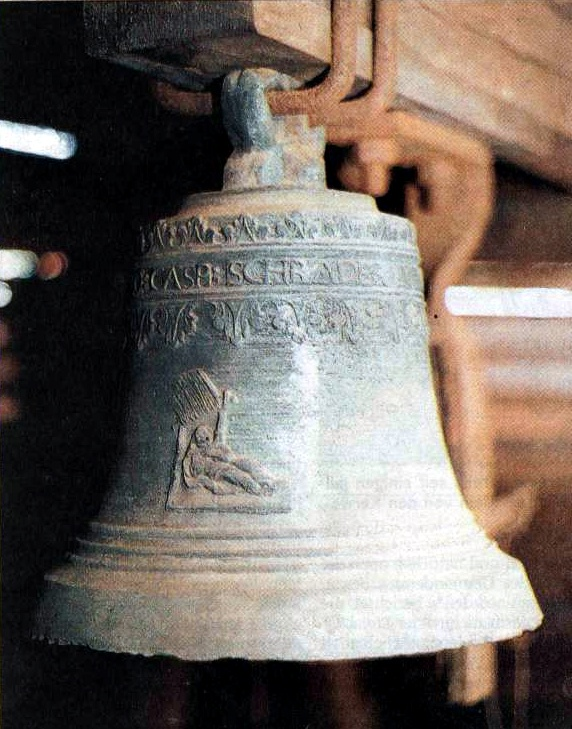
Schraderglocke von 1751 auf dem Alten Rathaus Grünstadt

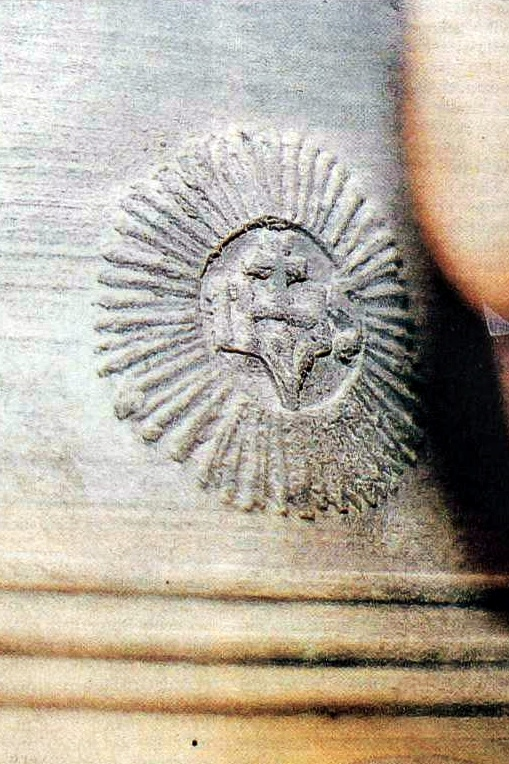
IHS-Monogramm auf der Grünstadter Glocke

Auf dem Gelände des heutigen Gutshofs wurde 1500 ein Kloster gegründet, das nach wenigen Jahrzehnten ins Eigentum des 1534 gegründeten Jesuitenordens gelangte. Aus der Gründungsphase haben Teile der Wirtschafts- und Nebengebäude überdauert. Das Haupthaus samt Treppenturm stammt ebenfalls aus der Renaissancezeit und wurde im 16. Jahrhundert errichtet. Die Jesuiten profitierten von dem Umstand, dass das benachbarte Augustinerkloster 1525 im Bauernkrieg zerstört worden war.
Als Dirmstein 1689 im Pfälzischen Erbfolgekrieg durch französische Truppen fast vollständig niedergebrannt wurde, erlitt auch der Jesuitenhof schwere Schäden, die für mehr als zwei Jahrhunderte nur notdürftig behoben wurden. Die heute vermauerte Toranlage stammt aus der Barockzeit im 18. Jahrhundert, als auch das Haupthaus den gelben Verputz erhielt.
Die Jesuiten des Klosters versahen über einen langen Zeitraum, wahrscheinlich seit der Mitte des 16. Jahrhunderts und urkundlich belegt bis 1705/06, die katholische Pfarrstelle des Ortes. Zum Kloster gehörte eine Kapelle, die dem hl. Franz Xaver geweiht war. In ihrem Dachreiter hing eine kleine Glocke. Diese wurde im Jahre 1795, nachdem die Französische Revolution auch auf die linksrheinischen Gebiete der Kurpfalz übergegriffen hatte, durch französische Soldaten mit vier weiteren Dirmsteiner Glocken abtransportiert, um zum Kanonenguss verwendet zu werden. Es ist vermutlich jene kleine Glocke, die heute im Dachreiter des 6 km entfernten Alten Rathauses von Grünstadt hängt und als älteste Glocke der Stadt die Viertelstunden anschlägt. Sie wurde laut Aufschrift 1751 von Johann Caspar Schrader in Worms gegossen und trägt u. a. das für die Jesuiten typische IHS-Monogramm mit drei Nägeln. Wie sie den Franzosen abhandenkam und in den Besitz der Stadt Grünstadt gelangte, ist nicht mehr nachzuvollziehen. Um das Jahr 1800 wurde das Jesuitenkloster durch den französischen Staat profaniert, enteignet und verkauft. Die neuen Eigentümer ließen im 19. Jahrhundert am Rande des Geländes den Gartenpavillon errichten.
1921 erfolgte eine größere Renovierung der Hofanlage, mit der ein teilweiser Ausbau verbunden war; historische Gegebenheiten wurden dabei nicht berücksichtigt. Im Zusammenhang mit der Renovierung wurden auch Wirtschafts- und Nebengebäude teilweise abgeändert oder von Grund auf erneuert.